# Katelicidin
Antimikrobiální peptidy (CAMP) LL-37 a FALL-39 jsou polypeptidy, které jsou primárně uloženy v lysozomech makrofágů a polymorfonukleárních leukocytů (PMN); u lidí gen CAMP kóduje peptidový prekurzor hCAP-18 (18 kDa), který je štěpen proteinázou 3 na aktivní formy LL-37 a FALL-39.
Katelicidiny hrají zásadní roli v přirozené imunitní obraně savců proti bakteriální infekci. Patří společně s defensíny do rodiny antimikrobiálních peptidů (AMP). Zatímco všechny defensíny mají společné strukturální rysy, katelicidiny jsou vysoce heterogenní. Členové rodiny katelicidinových antimikrobiálních polypeptidů jsou charakterizováni vysoce konzervativní oblastí (katelinová doména) a vysoce variabilní katelicidinovou peptidovou doménou.
Katelicidiny byly izolovány z mnoha různých druhů savců. Nacházejí se v neutrofilech, monocytech, žírných buňkách, dendritických buňkách a makrofázích  po jejich aktivaci bakteriemi, viry, houbami, parazity nebo hormonem 1,25-D, což je hormonálně aktivní forma vitaminu D. Byly ale nalezeny i v některých dalších buňkách, včetně epitelových buněk, lidských keratinocytů.

## Mechanismus antimikrobiální aktivity
Obecný mechanismus antimikrobiálního účinku katelicidinu, podobně jako u jiných antimikrobiálních peptidů, zahrnuje dezintegraci (poškození a proděravění) buněčných membrán mikroorganismů. Katelicidin rychle ničí lipoproteinové membrány mikrobů obalených ve fagozomech po fúzi s lysozomy v makrofázích . LL-37 proto může inhibovat tvorbu bakteriálních biofilmů.

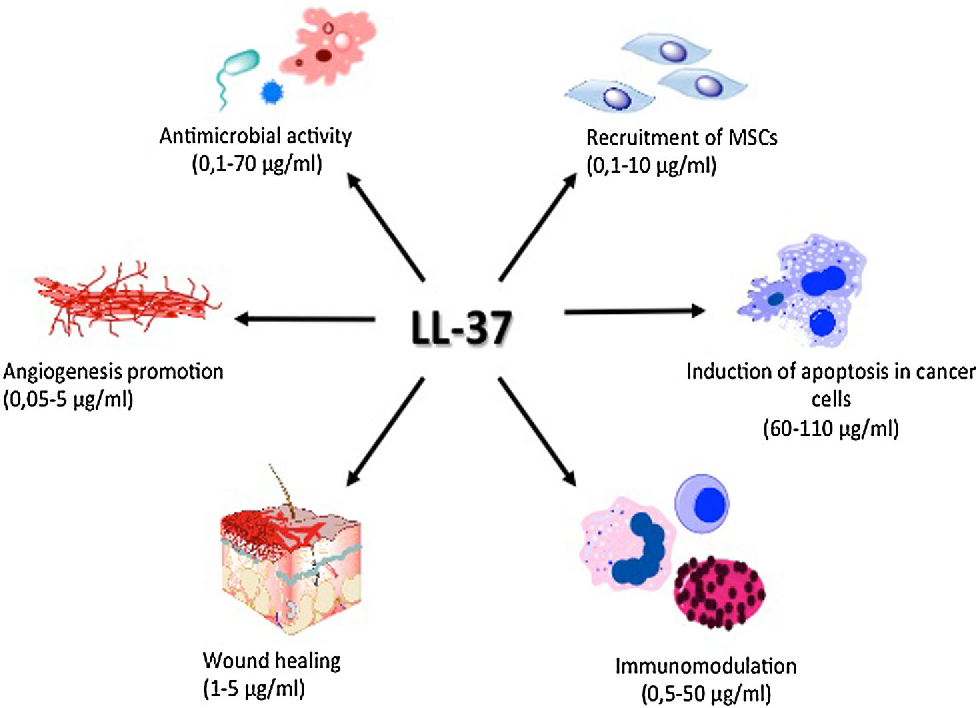
Pleiotropní vlastnosti LL-37 ve vztahu k různým buňkám a tkáním

## Další funkce
LL-37 přispívá k aktivaci buněčného dělení a migrace buněk a k procesu hojení ran. Společně tyto mechanismy hrají důležitou roli v homeostáze tkání a regeneračních procesech. Navíc má agonistický vliv na různé pleiotropní receptory, například FPRL1 (formyl peptid receptor-like 1), purinergní receptor P2X7, receptor epidermálního růstového faktoru (EGFR) nebo IGF-1R (insulin-like growth factor-1 receptor). Tyto receptory mají důležitý imunomodulační efekt mimo jiné i v protinádorové imunitě.
Dále indukuje angiogenezi  a reguluje apoptózu.  Tyto procesy jsou dysregulované během vývoje rakoviny, a proto se zdá, že LL-37 je zapojen do patogeneze maligních nádorů.

## Vlastnosti
Velikost katelicidinů je od 12 do 80 aminokyselinových zbytků a má širokou škálu struktur. Většina katelicidinů jsou lineární peptidy s 23-37 aminokyselinovými zbytky a skládají se do amfipatických α-šroubovic . Kromě toho mohou být katelicidiny také molekuly malé velikosti (12-18 zbytků) s beta-vlásenkovými strukturami, stabilizované jednou nebo dvěma disulfidickými vazbami. Rovněž existují větší varianty (39-80 aminokyselinových zbytků). Tyto větší katelicidiny obsahují opakující se prolinové motivy tvořící rozšířenou polyprolinovou strukturu.

## Ortologi
Katelicidiny byly nalezeny u lidí, opic, myší, potkanů, králíků, morčat, pand, prasat, skotu, žab, ovcí, koz, kuřat a koní. U savců bylo popsáno asi 30 členů této rodiny.
V současné době jsou identifikovány tyto katelicidiny:
- člověk: hCAP-18 (LL-37 a FALL-39)
- makak: RL-37
- myš: CRAMP-1/2, (Cathelicidin-related Antimicrobial Peptide
- potkan: rCRAMP
- králík: CAP-18
- morče: CAP-11
- prase: PR-39, Prophenin, PMAP-23,36,37
- skot: BMAP-27,28,34 (Bovine Myeloid Antimicrobial Peptides); Bac5, Bac7
- žába: cathelicidin-AL (Amolops loloensis)
- kuře: fowlicidins 1,2,3 a cathelicidin Beta-1
- tasmánský čert: Saha-CATH5
- lososovití: CATH1 a CATH2

## Klinický význam
Pacienti s růžovkou mají zvýšené hladiny katelicidinu a zvýšené hladiny SCTEs (stratum corneum tryptic enzymes). Antibiotika se v minulosti používala k léčbě růžovky, protože inhibují některé SCTE. Katelicidin se štěpí na antimikrobiální peptid LL-37 serinovými proteázami kalikrein 5 a kalikrein 7. Předpokládá se, že nadměrná produkce LL-37 je příčinou všech podtypů růžovky.
Zdá se, že vyšší hladiny antimikrobiálního proteinu lidského katelicidinu (hCAP18) v krvi významně snižují riziko úmrtí na infekci u dialyzovaných pacientů. U pacientů s vysokou hladinou tohoto proteinu byla 3,7krát větší pravděpodobnost, že přežijí dialýzu ledvin po dobu jednoho roku bez fatální infekce.  Produkce katelicidinů je regulována vitamínem D.  
SAAP-148 (a synthetic antimicrobial and antibiofilm peptide) je modifikovaná verze LL-37, která má zvýšenou antimikrobiální aktivitu v porovnání s LL-37 a je účinnější při likvidaci bakterií za fyziologických podmínek.
Předpokládá se, že LL-37 hraje roli v patogenezi psoriázy (spolu s dalšími antimikrobiálními peptidy). U psoriázy uvolňují poškozené keratinocyty LL-37, který tvoří komplexy s vlastním genetickým materiálem (DNA nebo RNA) z jiných buněk. Tyto komplexy stimulují dendritické buňky, které poté uvolňují interferon α a β, což přispívá k diferenciaci T-buněk a pokračujícímu zánětu. Bylo také zjištěno, že LL-37 je běžným auto-antigenem u psoriázy; T-buňky specifické pro LL-37 byly nalezeny v krvi a kůži u dvou třetin pacientů se středně těžkou až těžkou formou psoriázy. 